# Asher Lämmlein
Asher Lämmlein (Lämmlin, Lemmlein) bio je Židov koji se 1502. pojavio u Istri, te se, potaknut djelima Isaaca Abarbanela proglasio pretečom židovskog Mesije. Njegovo mjesto rođenja je nepoznato, no njegovi nadimci Aškenazi i Reutlingen pokazuju da su on ili njegova obitelj bili porijeklom iz Njemačke. Lämmleina spominje James Joyce u Uliksu.
Lämmlein je izjavio da će se Mesija sigurno pojaviti za šest mjeseci, ako Židovi pokažu veliko pokajanje i milosrđe. Stekao je grupu pristaša koji su širili njegova proročanstva kroz Italiju i Njemačku, a njegova je poruka naišla na takvo prihvaćanje da je ta godina postala poznata kao „godina pokore”. Postojeće institucije su namjerno uništene u uvjerenju o nadolazećem iskupljenju i povratku u Jeruzalem. Međutim, Lämmlein je umro ili iznenada nestao i nadama njegovih sljedbenika došao je kraj.
Salo Wittmayer Baron sugerira da je razočaranje neuspjelim Lämmleinovim proročanstvima pomoglo u obraćenju nekoliko židovskih intelektualaca na kršćansku vjeru, uključujući Victora von Carbena i Johannesa Pfefferkorna.